# Manus Vrauwdeunt
Hermanus Lodevicus Willebrordus Vrauwdeunt (Rotterdam, 1915. április 29. – 1982. június 8.), holland válogatott labdarúgó.
A holland válogatott tagjaként részt vett az 1934-es világbajnokságon.

## Sikerei, díjai
Feyenoord
- Holland bajnok (3): 1936, 1938, 1940
- Holland kupagyőztes (1): 1935